# De Keizer (Sluis)
De Keizer of De Keijzer of Keizertje was een buurtschap en een voormalige militaire post in de gemeente Sluis. De buurtschap lag  ten zuiden van De Munte en ten zuidwesten van de Klein-Brabant. De Keizer lag op plek waar de Slepersdijk een hoek maakt met de Klein-Brabant in het uiterste zuiden van de Cathalijnepolder. De buurtschap was vernoemd naar de herberg de Keizer. De Keizer lag ten noorden van de Passageule-Linie. Mede hierom was er wellicht een batterij gevestigd. In de periode 1982-1984 bestond de Keizer nog uit een huis. Vandaag de dag is er geen bebouwing op de plek. Archeologisch onderzoek uit 2003 hebben wel restanten van het huis gevonden, maar niet van de eerder genoemde batterij. Op de kaart uit 1866 is een voetveer over de Passageule zichtbaar nabij de buurtschap. Vandaag de dag steekt op dezelfde plek een onverharde weg de Passageule over. 

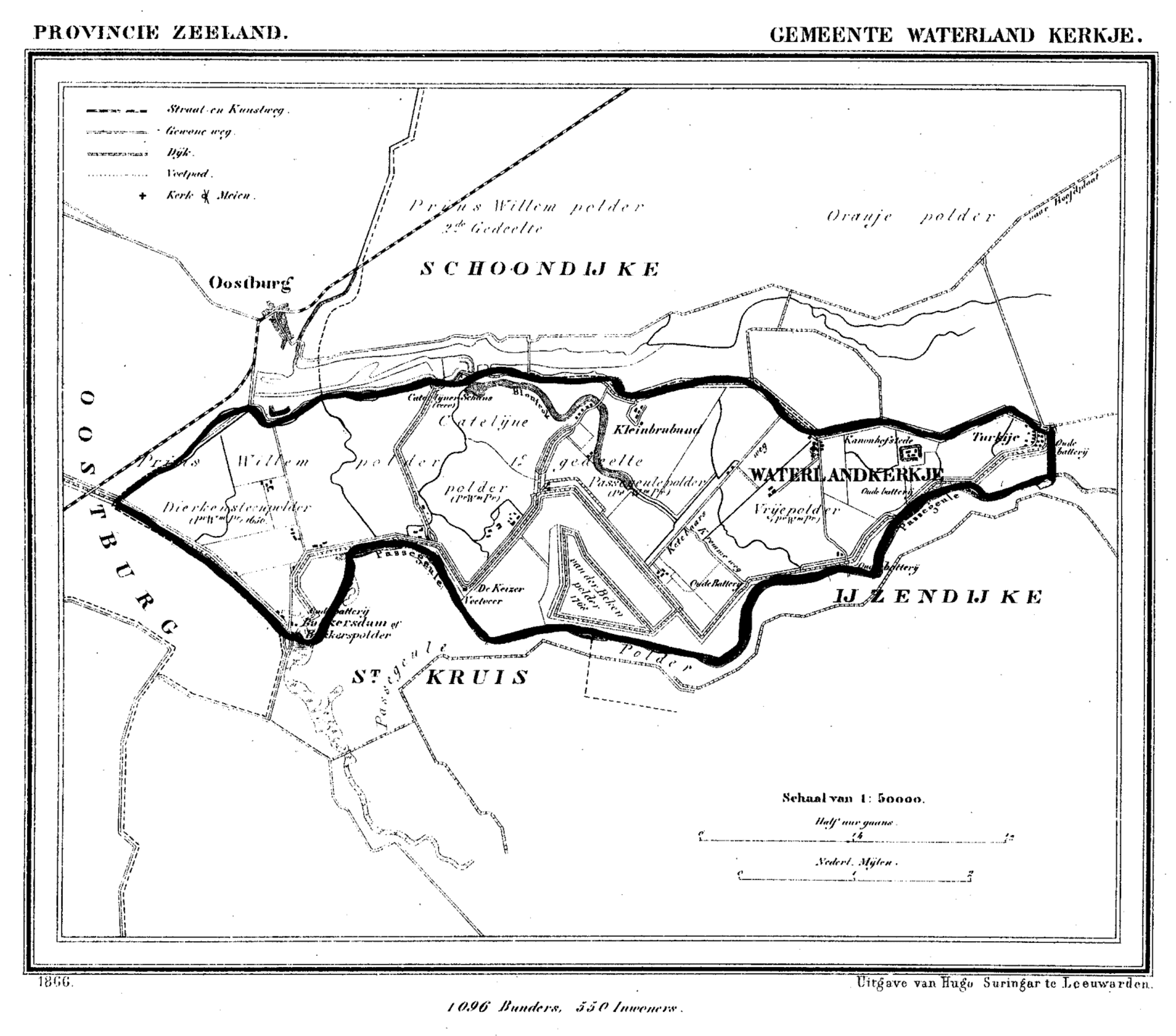
Een gemeentekaart van de gemeente Waterlandkerkje uit 1866 met De Keizer aangegeven.

Steden: Aardenburg · IJzendijke · Oostburg · Sint Anna ter Muiden · Sluis

Dorpen: Breskens · Cadzand · Eede · Groede · Hoofdplaat · Nieuwvliet · Retranchement · Schoondijke · Sint Kruis · Waterlandkerkje · Zuidzande

Buurtschappen: Akkerput · Bakkersdam · Balhofstede · Biezen · Boerenhol · Braamhul · De Brabander · De Bracke · Cadzand-Bad · Cathelijneschans/Schans · Dam · De Dam · Draaibrug · Halve Maantje · Hans Vriezeschans · Het Eiland · Goedleven · Groeneboomgaard · Grootendam/De Hoogedam · Heille · Hoogendijk · Hoogeweg · Kapitalendam · Ketelaarstraat · Klakbaan · Klein-Brabant · Konijnenberg · Koninginnehaven · Kruisdijk · Kruishoofd · Maagdenberg · Maagd van Gent (deels) · Maaidijk · Marollenput · Moershoofde (deels) · Moleke (deels) · Molentje · Mollekot (deels) · De Munte · Nieuwesluis · Nieuwland · Nieuwvliet-Bad · Nolle · Nummer Een · Oostburgsche Brug · Oosthoek (deels) · Oudeland · Oudemenne · De Pas · Plankenpoortje · Plakkebord · De Platluis · Polderstraat/Steenoven · 't Poldertje · Ponte · Ponte-Avancé · Pyramide · Rijksweg · Ronduit · Roodenhoek · Sasput · Scherpbier · Sint Pieter · Slepershaven/Slapershaven · Slijkplaat · Slikkenburg · Sluissche Veer · Smedekensbrugge · Spitsbroek · Steenhoven · Steenoven · Stenen Heule · Stroopuit · Terhofstede · Ter-Moere · Tol (Schoondijke) · Tol (Waterlandkerkje) · De Tol · Tragel · Turkeye · Valeiskreek · Veldzicht · Veldzicht (deels) · De Verkorting · Verklikker · Vuilpan · Wafeldorp · Waterhoek · Waterloo · Zandertje · Het Zwindorp

Historische plaatsen: De Keizer · Oude Stad (Aardenburg) · Pannenhuis · Potjes

Zeeland: Steden en dorpen in Zeeland      Nederland: Provincies · Gemeenten